# 連莊排球隊
連莊排球隊（英語：Winstreak Volleyball Team）為企業排球聯賽參賽隊伍之一，是臺中市的在地球隊。

## 球隊歷史
球隊由執行長連華榮於2022年5月4日成立，聘請國家隊教練、也是舊連莊球員林志勇、莊明叡分別擔任總教練、助理教練。
2025年2月14日，台灣職業排球聯盟於成立記者會中宣布連莊排球隊參與聯盟賽事，以國立臺灣體育運動大學體育館作為主場館。

### 品牌故事
連莊男子排球隊由連華榮執行長一手創立，除了是首位幫選手購置球員宿舍的執行長，並添購為球員量身打造的巴士，目標是要在臺灣TVL獲得冠軍。

## 歷年球季

### 企業十八年（2022-23球季）
企業十八年球季，連莊成軍首年繳出17勝3敗戰績，例行賽排名聯盟第一，中斷台電例行賽8連霸。總冠軍戰也是力壓台電奪冠，同樣中斷台電挑戰賽8連霸。

### 企業十九年（2023-24球季）
企業十九年球季，連莊排球隊例行賽戰績19勝1敗，連續兩年排名聯盟第一。季後賽以3:0擊敗桃園臺產隼鷹。挑戰賽分別以3:1擊敗屏東台電、3:0擊敗雲林Mizuno。總冠軍賽對戰屏東台電，最終兩勝零敗，獲得年度總冠軍，成功連霸。

## 外部連結
- 企業甲級排球聯賽(TVL)官方網站 （页面存档备份，存于）
- 連莊排球隊的Facebook專頁
- 連莊排球隊的Instagram帳戶